# 松浦康男
松浦 康男（まつうら やすお、1941年（昭和16年）10月16日 - ）は、日本の銀行家。元静岡銀行代表取締役会長。第９代静岡銀行頭取。元静岡県経営者協会会長。

## 人物・来歴
1960年（昭和35年）3月、静岡県立静岡高等学校卒業、1965年（昭和40年）3月、東北大学経済学部卒業、1965年（昭和40年）4月、静岡銀行入行、1999年（平成11年）6月、同行代表取締役頭取、2004年（平成16年）3月、静岡ガス取締役、2005年（平成17年）6月、静岡銀行代表取締役会長、2008年（平成20年）6月、同行取締役会長、2010年（平成22年）4月、旧静岡市・清水市の両商工会議所が合併し発足した静岡商工会議所の初代会頭、同年6月、静岡銀行取締役特別顧問、2011年（平成23年）6月、静岡朝日テレビ監査役、2013年（平成25年）6月、静岡銀行特別顧問。2017年（平成29年）3月、静岡ガス取締役退任。2014年（平成26年）4月、旭日中綬章受章。